# Jet Harris
Terence (Jet) Harris (Kingsbury (Noord-Londen), 6 juli 1939 – Winchester, 18 maart 2011) was een Britse basgitarist die in de vroege jaren zestig succesvol was met The Shadows en als duo met Tony Meehan.

## Carrière
In 1952 ontdekte Harris de contrabas en leerde zichzelf spelen. Als pionier met de elektrische basgitaar was hij midden jaren vijftig al snel een veelgevraagd muzikant in verschillende bands.
In 1958 maakte hij kennis met Cliff Richard en kort daarna werd hij lid van zijn begeleidingsband The Drifters. Hij is de bedenker van de bandnaam The Shadows. Tot 1962 was hij betrokken bij alle Cliff Richard-hits. Hij speelde een belangrijke rol bij het vormgeven van de Shadows-sound, met name door zijn basspel op nummers als Nivram, Kon-Tiki en 36-24-36. In deze laatste twee stukken, gespeeld op baritongitaar, kwam de bas naar voren als een solo-instrument.
In 1961, met het vertrek van drummer Tony Meehan, begon de oude Shadows line-up uit elkaar te vallen. Meehan ging als producer naar Decca Records en toen Harris in 1962 vertrok na meningsverschillen, kreeg hij van Meehan een platencontract bij Decca. Harris was het laatst te horen in het nummer Wonderful Land en verliet de groep in april 1962. Harris had een drankprobleem en dat was de reden van zijn vertrek uit de band. Zijn opvolger als bassist bij de Shadows waren Brian "Liquorice" Locking en later John Rostill.
Met instrumentale versies van Besame mucho en de themamuziek uit de film "The Man with the Golden Arm" bewees hij dat hij zich staande kon kon houden in de hitparades. Hoewel Tony Meehan hem tijdens deze opnames op drums begeleidde, traden ze pas in 1963 officieel als duo op. Jerry Lordan, die al de Shadows-superhits Apache en Wonderful Land had geschreven, bezorgde hen een tweetal hits: Diamonds en Scarlett O'Hara.
Harris raakte kort daarna, in september 1963, gewond bij een ernstig verkeersongeluk. Zijn herstel en de juridische afwikkeling sleepten zo lang aan dat zijn carrière over was.
Vanaf 1966 probeerde hij het steeds weer met verschillende projecten. In 1967 zocht hij aansluiting met de Jeff Beck Group. Een nieuw opgenomen single had geen succes (Theme for a fallen idol/This Sportin Life). Er verscheen in de jaren 70 een live-elpee die, à la Johnny Cash, in de Gloucester Prison was opgenomen. De lp was van slechte kwaliteit en alleen voor liefhebbers interessant. Pas na zijn dood werd er een geremasterde versie op cd van dit concert uitgebracht.
Doordat hij financieel bankroet raakte stopte hij met muziek, werd buschauffeur en startte als professioneel fotograaf. In de jaren negentig keerde hij terug naar muziek en bracht hij opnieuw twee albums uit.
Harris stierf op 18 maart 2011 op 71-jarige leeftijd.